# 1626 Sadeya
Sadeya (asteróide 1626) é um asteróide da cintura principal, a 1,7112251 UA. Possui uma excentricidade de 0,2758225 e um período orbital de 1 326,75 dias (3,63 anos).
Sadeya tem uma velocidade orbital média de 19,37589173 km/s e uma inclinação de 25,31138º.
Este asteroide foi descoberto em 10 de Janeiro de 1927 por José Comas y Solá.